# Награды Чеченской Республики
Награды Чеченской Республики — награды субъекта Российской Федерации, перечисленные в Указе Главы Чеченской Республики от 30 декабря 2020 года № 246 «О мерах по совершенствованию наградной системы Чеченской Республики».
Ранее этот вопрос регулировался Указом Президента Чеченской Республики от 29 ноября 2004 года № 341 «Об утверждении Положения о наградах Чеченской Республики».
В соответствии с Указом и другими Постановлениями, наградами республики являются:
- орден Кадырова;
- звание «Герой Чеченской Республики»;
- медаль «Памяти Ахмат—Хаджи Кадырова, первого Президента Чеченской Республики»;
- медаль «Ненан Сий — Материнская Слава»;
- медаль «За заслуги перед Чеченской Республикой»;
- медаль «Защитнику Чеченской Республики»;
- медаль «100 лет образования Чеченской Республики»;
- почётный знак «За трудовое отличие»;
- почётный знак «За безупречную службу в органах местного самоуправления Чеченской Республики»;
- почётный знак «За достижения в спорте»;
- звание «Почётный гражданин Чеченской Республики»;
- почётные звания Чеченской Республики (по профессии);
- Почётная грамота Главы Чеченской Республики;
- Благодарственное письмо Главы Чеченской Республики;
- Почётная грамота Правительства Чеченской Республики;
- Благодарственное письмо Правительства Чеченской Республики.

Награды предназначены для поощрения государственных и муниципальных служащих, творческих и научных деятелей, работников учреждений, организаций и предприятий Чеченской Республики, военнослужащих, сотрудников силовых ведомств, а также иных граждан Российской Федерации и граждан иностранных государств, за заслуги перед Чеченской Республикой.

## Государственные награды Чеченской Республики

### Высшая награда
| Изображение награды | Наименование награды | Дата учреждения      | Правила награждения | Источник |
| ------------------- | -------------------- | -------------------- | --- | --- |
|                     | Орден Кадырова       | 19 августа 2004 года | Орден Кадырова — награда Чеченской Республики, учреждённая в память о Президенте Чеченской Республики, Герое России Ахмате Абдулхамидовиче Кадырове, трагически погибшем в результате террористического акта. Орденом Кадырова награждаются выдающиеся государственные и общественные деятели, граждане и организации за исключительные заслуги, связанные с развитием государственности, достижениями в труде, укреплением мира, дружбы и сотрудничества между народами, способствующие процветанию и славе Чеченской Республики. Лица, удостоенные ордена Кадырова, приглашаются Главой Чеченской Республики и Правительством Чеченской Республики на все мероприятия, посвященные государственным праздникам и другим важным событиям в Чеченской Республике. | Указ Президента Чеченской Республики от 19 августа 2004 года № 208 «Об ордене Кадырова» ——— Указ Главы Чеченской республики от 24 ноября 2015 года № 212 «Об ордене Кадырова» |

### Высшее звание
| Изображение награды                                        | Наименование награды                | Дата учреждения      | Правила награждения | Источник |
| ---------------------------------------------------------- | ----------------------------------- | -------------------- | --- | --- |
| Знак особого отличия — медаль «Герой Чеченской Республики» | Звание «Герой Чеченской Республики» | 31 октября 2022 года | Звание Героя Чеченской Республики является высшим званием Чеченской Республики и присваивается за выдающиеся заслуги перед Чеченской Республикой и её народом, связанные с совершением геройского подвига. Звание Героя Чеченской Республики присваивается Главой Чеченской Республики. Герою Чеченской Республики вручается: - знак особого отличия — медаль «Герой Чеченской Республики»; - грамота о присвоении звания Героя Чеченской Республики. Герои Чеченской Республики пользуются льготами, установленными законодательством Чеченской Республики. Медаль «Герой Чеченской Республики» носится на левой стороне груди, и располагается выше всех наград, но ниже медали «Золотая Звезда» Героя Российской Федерации. | Указ Главы Чеченской Республики от 31 октября 2022 года № 214 «Об установлении звания Героя Чеченской Республики и учреждении знака особого отличия — медали «Герой Чеченской Республики» ——— Лацканный знак |

### Медали и почётные знаки
| Изображение награды | Наименование награды                                                          | Дата учреждения     | Правила награждения | Источник |
| ------------------- | ----------------------------------------------------------------------------- | ------------------- | --- | --- |
|                     | Медаль «Памяти Ахмат—Хаджи Кадырова, первого Президента Чеченской Республики» | 28 марта 2022 года  | Медалью «Памяти Ахмат-Хаджи Кадырова, первого Президента Чеченской Республики» награждаются граждане за выдающуюся государственную, политическую, общественную, научную, творческую и иную деятельность, высокие достижения и заслуги в области экономики, здравоохранения, образования, культуры, спорта и других областях трудовой деятельности. Лица, награждённые медалью «Памяти Ахмат-Хаджи Кадырова, первого Президента Чеченской Республики», получают к ней удостоверение установленного образца, подтверждающее право на ношение медали. | Указ Главы Чеченской Республики от 30 декабря 2020 года № 246 (с изменениями на 5 сентября 2022 года) «О мерах по совершенствованию наградной системы Чеченской Республики» |
|                     | Медаль «Ненан Сий — Материнская Слава»                                        | 29 ноября 2004 года | Медалью «Ненан Сий — Материнская Слава» награждаются матери, родившие и воспитавшие пять и более детей. Награждение медалью производится при достижении последним ребёнком возраста одного года и при наличии в живых остальных детей этой матери. При награждении медалью учитываются дети: - внесшие значительный вклад в развитие Чеченской Республики, чья деятельность снискала уважение и авторитет среди населения Чеченской Республики и за её пределами; - погибшие или пропавшие без вести при защите конституционных прав граждан на территории Чеченской Республики или при исполнении иных обязанностей военной службы, либо при выполнении служебного и гражданского долга гражданина Российской Федерации по спасению человеческой жизни, по охране правопорядка и общественной безопасности, а также умершие вследствие ранения, контузии, увечья или заболевания, полученных при указанных обстоятельствах, либо вследствие трудового увечья или профессионального заболевания; - усыновлённые матерью в установленном законом порядке. | Указ Президента Чеченской Республики от 29 ноября 2004 года № 341 «Об утверждении Положения о наградах Чеченской Республики» ———                                            |
|                     | Медаль «За заслуги перед Чеченской Республикой»                               | 29 ноября 2004 года | Медалью «За заслуги перед Чеченской Республикой» награждаются граждане: - за высокие достижения в сфере развития экономики, производства, науки, техники, культуры, искусства, воспитания и образования, здравоохранения, охраны окружающей среды и обеспечения экологической безопасности, благотворительной и иной деятельности во благо Чеченской Республики и её населения; - за мужество и отвагу, проявленные при спасении человеческих жизней, техники, объектов социально-экономической сферы, охране общественного порядка, в борьбе с преступностью, во время стихийных бедствий, пожаров, катастроф и других чрезвычайных обстоятельствах, а также за смелые и решительные действия, совершенные при исполнении гражданского или служебного долга в условиях, сопряжённых с риском для жизни. Медалью в течение календарного года награждаются до 10 человек. С учётом особых обстоятельств число награждений может быть увеличено. | Указ Президента Чеченской Республики от 29 ноября 2004 года № 341 «Об утверждении Положения о наградах Чеченской Республики» ———                                            |
|                     | Медаль «Защитнику Чеченской Республики»                                       | 29 ноября 2004 года | Медалью «Защитнику Чеченской Республики» награждаются граждане за личное мужество и отвагу, проявленные при выполнении воинского, служебного и гражданского долга, защите конституционных прав граждан на территории Чеченской Республики в условиях, сопряженных с риском для жизни. | Указ Президента Чеченской Республики от 29 ноября 2004 года № 341 «Об утверждении Положения о наградах Чеченской Республики»                                                |
|                     | Почётный знак «За трудовое отличие»                                           | 29 ноября 2004 года | Почётным знаком «За трудовое отличие» награждаются граждане за достигнутые успехи в трудовой деятельности, многолетний, безупречный и добросовестный труд. Лицу, удостоенному почётного знака «За трудовое отличие», вручается нагрудный знак и выдается удостоверение. | Указ Президента Чеченской Республики от 29 ноября 2004 года № 341 «Об утверждении Положения о наградах Чеченской Республики»                                                |

### Почётные звания
| Изображение награды                         | Наименование награды                             | Дата учреждения     | Правила награждения | Источник |
| ------------------------------------------- | ------------------------------------------------ | ------------------- | --- | --- |
|                                             | Звание «Почётный гражданин Чеченской Республики» | 29 ноября 2004 года | Звание «Почётный гражданин Чеченской Республики» является наградой Чеченской Республики и может быть присвоено: - гражданам, проработавшим в Чеченской Республики не менее 20 лет, внесшим особый вклад в экономическое, социальное и культурное развитие республики, а также в укрепление законности, развитие науки, культуры, искусства, образования и снискавшим уважение и широкую известность у жителей Чеченской Республики; - гражданам, чья государственная, политическая, общественная, научная, творческая и иная деятельность получила международное всероссийское признание. Звание в течение одного календарного года присваивается двум гражданам. Лицам, удостоенным звания «Почётный гражданин Чеченской Республики», вручается грамота, нагрудный знак и удостоверение «Почётный гражданин Чеченской Республики». Фамилии, имена и отчества лиц, удостоенных звания, вносятся в Книгу почётных граждан Чеченской Республики в хронологическом порядке. Книга почетных граждан Чеченской Республики постоянно хранится в Администрации Президента Чеченской Республики.                                                                               | Указ Президента Чеченской Республики от 29 ноября 2004 года № 341 «Об утверждении Положения о наградах Чеченской Республики» |
| Образец нагрудного знака к Почётным званиям | Почётные звания Чеченской Республики             | 29 ноября 2004 года | Почётные звания Чеченской Республики по профессии учреждены для награждения граждан за заслуги и большой личный вклад в социально-экономическое и культурное развитие Чеченской Республики, высокое профессиональное мастерство, добросовестный труд, способствующие развитию Чеченской Республики. Звания присваиваются учителям, артистам, художникам, писателям, архитекторам, врачам, ветеринарным врачам, деятелям искусств и науки, изобретателям и рационализаторам, механизаторам сельского хозяйства, работникам бытового обслуживания, ЖКХ, здравоохранения, культуры, промышленности, связи, сельского хозяйства, социальной сферы, торговли, транспорта, физической культуры, спасателям, строителям, экологам, экономистам, энергетикам, юристам, агрономам, зоотехникам, лесоводам, мелиораторам, машиностроителям, метеорологам, работникам рыбного хозяйства, землеустроителям, мастерам производственного обучения, работникам нефтяной и газовой промышленности, журналистам, внёсшим значительный вклад в сфере своей профессиональной деятельности. Удостоенным почётных званий вручается соответствующий нагрудный знак и удостоверение к званию. | Указ Президента Чеченской Республики от 29 ноября 2004 года № 341 «Об утверждении Положения о наградах Чеченской Республики» |

### Грамоты и благодарности
| Изображение награды | Наименование награды                                | Дата учреждения      | Правила награждения | Источник |
| ------------------- | --------------------------------------------------- | -------------------- | --- | --- |
|                     | Почётная грамота Главы Чеченской Республики         | 29 ноября 2004 года  | Почётной грамотой Главы (ранее — Президента) Чеченской Республики награждаются отдельные граждане и трудовые коллективы за достижения в различных областях производственной, социально-культурной, государственной и общественной деятельности, а также за иные заслуги перед Президентом и народом Чеченской Республики. Почётная грамота оформляется Указом Главы Чеченской Республики. Награждение Почётной Грамотой повторно производится только в исключительных случаях.     | Указ Президента Чеченской Республики от 29 ноября 2004 года № 341 «Об утверждении Положения о наградах Чеченской Республики»                                                |
|                     | Благодарственное письмо Главы Чеченской Республики  | 30 декабря 2020 года | Благодарственным письмом Главы Чеченской Республики награждаются лица за многолетний добросовестный труд, вклад и развитие здравоохранения, охраны окружающей среды и обеспечения экологической безопасности, экономики, производства, науки, техники, защите прав и законных интересов граждан, благотворительной и иной деятельности во благо Чеченской Республики и её населения.                                                                                               | Указ Главы Чеченской Республики от 30 декабря 2020 года № 246 (с изменениями на 5 сентября 2022 года) «О мерах по совершенствованию наградной системы Чеченской Республики» |
|                     | Почётная грамота Правительства Чеченской Республики | 29 ноября 2004 года  | Почётная грамота Правительства Чеченской Республики является формой поощрения за многолетнюю плодотворную работу в органах государственной власти, органах местного самоуправления Чеченской Республики, высокие достижения в экономике, хозяйственной деятельности, науке, культуре, искусстве, образовании, здравоохранении и иные заслуги перед республикой. Почётная грамота Правительства Чеченской Республики оформляется Постановлением Правительства Чеченской Республики. | Указ Президента Чеченской Республики от 29 ноября 2004 года № 341 «Об утверждении Положения о наградах Чеченской Республики»                                                |

### Премии
| Изображение награды           | Наименование награды                                                                                      | Дата учреждения    | Правила награждения | Источник |
| ----------------------------- | --- | ------------------ | --- | --- |
| Почётный знак лауреата премии | Премия имени первого Президента Чеченской Республики Ахмата-Хаджи Кадырова в области культуры и искусства | 17 марта 2014 года | Премия имени первого Президента Чеченской Республики Ахмата-Хаджи Кадырова в области культуры и искусства является высшим признанием заслуг деятелей культуры и искусства Чеченской Республики. Премия присуждается за создание наиболее талантливых, отличающихся новизной и оригинальностью произведений искусства, реализацию творческих и исследовательских проектов в сфере культуры, являющихся значительным вкладом в культуру Чеченской Республики и получивших общественное признание на территории Чеченской Республики: - драматические и музыкально-драматические произведения; - сценарные произведения; - хореографические произведения и пантомимы; - музыкальные произведения с текстом или без текста; - аудиовизуальные произведения; - произведения живописи, скульптуры, графики, дизайна; - произведения декоративно-прикладного и сценографического искусства; - фотографические произведения и произведения, полученные способами, аналогичными фотографии; - просветительская деятельность в сфере культуры. Размер денежных выплат к премии устанавливается указом Главы Чеченской Республики. | Указ Главы Чеченской Республики от 17 марта 2014 года № 34 «Об учреждении премии имени первого Президента Чеченской Республики Ахмата-Хаджи Кадырова в области культуры и искусства ——— |

### Юбилейные медали
| Изображение награды | Наименование награды                              | Дата учреждения     | Правила награждения | Источник |
| ------------------- | ------------------------------------------------- | ------------------- | --- | --- |
|                     | Медаль «60-лет Ахмат-Хаджи Кадырову»              | 2 октября 2012 года | Юбилейной медалью «60-лет Ахмат-Хаджи Кадырову, первому Президенту Чеченской Республики» поощряются граждане за государственную, политическую, общественную, научную, творческую и иную деятельность, высокие достижения и заслуги в области экономики, здравоохранения, образования, культуры, спорта и других областях трудовой деятельности. Лица, награждённые юбилейной медалью, получают к ней удостоверение установленного образца, подтверждающее право на ношение медали. Награждение юбилейной медалью осуществляется только один раз. Представления о награждении юбилейной медалью вносятся Главе Чеченской Республики. Вручение юбилейной медали производится на основании Указа Главы Чеченской Республики о награждении. | Указ Главы Чеченской Республики от 2 октября 2012 года № 167 «Об учреждении юбилейной медали „60-лет Ахмат-Хаджи Кадырову, первому Президенту Чеченской Республики“» ——— |
|                     | Медаль «100 лет образования Чеченской Республики» | 25 мая 2022 года    | Медаль «100 лет образования Чеченской Республики» учреждена в ознаменование 100-летия образования Чеченской Республики. Медалью награждаются граждане, внёсшие значительный вклад в становление и развитие Чеченской Республики, в том числе за особые достижения в сфере экономики, производства, науки, техники, строительства, культуры, искусства, образования, здравоохранения, спорта, законности и правопорядка, сохранения и приумножения культурно-духовного наследия, и имеющие заслуги в других общественно значимых сферах деятельности на территории Чеченской Республики. | Указ Главы Чеченской Республики от 25 мая 2022 года № 88 «О внесении изменений в Указ...» ———                                                                            |

## Награды Парламента Чеченской Республики
| Изображение награды | Наименование награды                                       | Дата учреждения     | Правила награждения | Источник |
| ------------------- | ---------------------------------------------------------- | ------------------- | --- | --- |
|                     | Орден «Даймехкан Турпалхо» («Герой Отечества»)             | 1 марта 2018 года   | Орден «Даймехкан Турпалхо» является высшей формой поощрения Парламентом Чеченской Республики граждан за высокие достижения и заслуги в области государственного строительства, правоохранительной деятельности, государственной безопасности, военного дела и в других областях профессиональной и общественной деятельности. Орденом также награждаются граждане, проявившие личное мужество и отвагу, при выполнении гражданского и служебного долга по защите конституционного строя, правопорядка на территории Чеченской Республики в условиях, сопряжённых с риском для жизни. Награждённому лицу вместе с орденом вручается удостоверение.                                                             | Положение об ордене Парламента Чеченской Республики «Даймехкан Турпалхо» (утв. постановлением ПЧР от 1 марта 2018 года № 342-4с) ———                             |
|                     | Орден «Даймехкан Сий» («Честь Отечества»)                  | 1 марта 2018 года   | Орден «Даймехкан Сий» является высшей формой поощрения Парламентом Чеченской Республики граждан за высокие достижения и заслуги в области государственного строительства, правоохранительной деятельности, государственной безопасности, военного дела и в других областях профессиональной и общественной деятельности. Орденом также награждаются граждане, проявившие личное мужество и отвагу, при выполнении гражданского и служебного долга по защите конституционного строя, правопорядка на территории Чеченской Республики в условиях, сопряжённых с риском для жизни. Награждённому лицу вместе с орденом вручается удостоверение.                                                                  | № 343-4с Об учреждении ордена Парламента Чеченской Республики «Даймехкан Сий» ———                                                                                |
|                     | Орден «За развитие парламентаризма в Чеченской Республике» | 5 ноября 2008 года  | Орден «За развитие парламентаризма в Чеченской Республике» является высшей формой поощрения Парламента Чеченской Республики граждан, депутатов, политических и общественных деятелей за большой вклад в развитие парламентаризма, в укрепление демократических принципов в Чеченской Республике. Орденом награждаются граждане Российской Федерации, а также иностранные граждане за большой вклад в развитие парламентаризма в Чеченской Республике и укрепление межпарламентских связей. Вручение ордена производится Председателем Парламента, или, по его поручению, первым заместителем Председателя Парламента в торжественной обстановке. Награждённому лицу вместе с орденом вручается удостоверение. | Положение об ордене Парламента Чеченской Республики «За развитие парламентаризма в Чеченской Республике» (утв. постановлением ПЧР от 5 ноября 2008 года № 11-2с) |
|                     | Почётная грамота Парламента Чеченской Республики           | 29 ноября 2004 года | Почётная грамота Парламента Чеченской Республики является формой поощрения граждан, трудовых коллективов и организаций за заслуги перед Чеченской Республикой. Почётной грамотой могут награждаться граждане, трудовые коллективы, организации, осуществляющие свою деятельность, как на территории Чеченской Республики, так и в других субъектах Российской Федерации, а также, иностранные граждане за большой вклад в развитие парламентаризма в Чеченской Республике и укрепление межпарламентских связей, защиту прав и свобод граждан Российской Федерации за пределами России. | Положение о Почётной грамоте Парламента Чеченской Республики |

## Ведомственные награды Чеченской Республики
| Изображение награды | Наименование награды                                                                                 | Дата учреждения      | Правила награждения | Источник |
| ------------------- | --- | -------------------- | --- | --- |
|                     | Орден «За гражданское мужество»                                                                      | март 2009 года       | Орден «За гражданское мужество» является наградой Уполномоченного по правам человека в Чеченской Республике. Орденом награждаются граждане Российской Федерации и иностранные граждане, за особые заслуги и гражданское мужество, проявленные в деле защиты прав и свобод человека и гражданина, развитие гражданского общества, установлении мира и согласия в Чеченской Республике. Награждение орденом производится распоряжением Уполномоченного по правам человека в Чеченской Республике. Награждение орденом конкретного лица, осуществляется только один раз. | Положение о наградах Уполномоченного по правам человека в Чеченской Республике                                                                                     |
|                     | Орден «Нохчийн мотт 1алашбарна а, кхиорна а» («За заслуги в развитии чеченского языка и литературы») | июнь 2021 года       | Орден «Нохчийн мотт 1алашбарна а, кхиорна а» («За заслуги в развитии чеченского языка и литературы») является ведомственной наградой Министерства образования и науки Чеченской Республики. Орденом награждаются учёные языковеды, учителя, общественные и политические деятели за особые заслуги в изучении и развитии чеченского языка и литературы. Кроме ордена учреждена и медаль «Нохчийн мотт 1алашбарна а, кхиорна а». Ею награждаются учителя, которые на протяжении 20 и более лет посвятили себя обучению детей чеченскому языку. Она символизирует их значимые достижения на трудовом поприще. | Приказ Министерства образования и науки Чеченской Республики от июня 2021 года ——— Информация об учреждении ордена и медали «Нохчийн мотт 1алашбарна а, кхиорна а» |
|                     | Медаль «За защиту прав человека»                                                                     | 27 августа 2007 года | Медаль «За защиту прав человека» является наградой Уполномоченного по правам человека в Чеченской Республике. Медалью награждаются граждане РФ и иностранные граждане, юридические лица Российской Федерации и Чеченской Республики, а также работники аппарата Уполномоченного по правам человека в Чеченской Республике: - за особое отличие в деле защиты и восстановления прав и свобод человека и гражданина; - за активное участие в правовом просвещении населения, совершенствовании законодательства в области прав и свобод человека и гражданина; - за содействие развитию и координации международного сотрудничества в области прав и свобод человека и гражданина. Награждение медалью производится распоряжением Уполномоченного по правам человека в Чеченской Республике.                                 | Положение о медали «За защиту прав человека» Уполномоченного по правам человека в Чеченской Республике от 27 августа 2007 года                                     |
|                     | Медаль «За строительно-восстановительные работы в Чеченской Республике»                              | *                    | Медаль «За строительно-восстановительные работы в Чеченской Республике» является ведомственной наградой Казённого предприятия Чеченской Республики «Дирекция по строительно-восстановительным работам в Чеченской Республике». | Приказ Генерального директора КПЧР «Дирекция по строительно-восстановительным работам в Чеченской Республике» ———                                                  |
|                     | Медаль Министерства культуры Чеченской Республики «За высокие достижения»                            | 17 мая 2010 года     | Медаль «За высокие достижения» является ведомственной наградой Министерства культуры Чеченской Республики. Медали удостаиваются жители Чеченской Республики и другие граждане Российской Федерации, иностранные граждане за заслуги в решении стратегических задач в сохранении и развитии культуры многонациональной Чеченской Республики. Медалью «За высокие достижения» награждаются лица, имеющие общий стаж работы в сфере культуры не менее 10 лет и конкретные достижения в определённых направлениях искусства, социально-культурной деятельности (хореографии, музыке, изобразительном искусстве, допрофессиональной подготовке детей и подростков, библиотечном деле…), а также в развитии материально-технической базы учреждений, предприятий культуры и искусства республиканского и муниципального ведения. | Приказ Министерства культуры Чеченской Республики от 17 мая 2010 года № 58-л/с «Об утверждении положений о ведомственных наградах Министерства культуры ЧР»        |
|                     | Медаль «Умар Димаев»                                                                                 | 2008 год             | Медаль «Умар Димаев» является ведомственной юбилейной наградой Министерства культуры Чеченской Республики. Учреждение медали приурочено к празднованию 100-летия со дня рождения чеченского музыканта и композитора, Народного артиста Чечено-Ингушской АССР — Умара Димаевича Димаева. | Приказ Министерства культуры Чеченской Республики от 2008 года ———                                                                                                 |
|                     | Нагрудный знак «За вклад в развитие добровольчества в Чеченской Республике»                          | 30 мая 2019 года     | Нагрудный знак «За вклад в развитие добровольчества в Чеченской Республике» является ведомственной наградой Министерства Чеченской Республики по делам молодежи. Нагрудным знаком награждаются граждане Российской Федерации, проживающие на территории Чеченской Республики и имеющие опыт добровольческой деятельности на территории Чеченской Республики, внедрившие инновации в сфере организации добровольческой деятельности и показавшие лучшие количественные и качественные показатели в осуществлении общественно полезной деятельности. При принятии решения о награждении нагрудным знаком учитывается ряд критериев для оценки претендента на награждение. Повторное награждение нагрудным знаком не производится.                                                                                            | Приказ Министерства Чеченской Республики по делам молодежи от 30 мая 2019 года № 38 «О ведомственной награде Министерства ЧР по делам молодежи» ———                |
|                     | Медаль «За отличие в службе»                                                                         | октябрь 2010 года    | Медалью «За отличие в службе» награждаются сотрудники органов внутренних дел и военнослужащие войск национальной гвардии Российской Федерации за добросовестную службу, самоотверженность, мужество и отвагу, проявленные при охране общественного порядка, в борьбе с преступностью, спасении людей во время стихийных бедствий, пожаров, катастроф и других чрезвычайных ситуаций, а также за смелые и решительные действия, совершённые при исполнении воинского, гражданского или служебного долга в условиях, сопряжённых с риском для жизни. | Приказ Министра внутренних дел по Чеченской Республике - Информация о награде ———                                                                                  |
|                     | Нагрудный знак МВД по Чеченской Республике «За отличие в службе»                                     | октябрь 2010 года    | Нагрудным знаком МВД по Чеченской Республике «За отличие в службе» награждаются сотрудники органов внутренних дел за образцовое выполнения служебного долга, безупречное поведение, неукоснительное соблюдение законности, надежную охрану законных интересов и прав граждан от преступных посягательств. | Приказ Министра внутренних дел по Чеченской Республике - Информация о награде                                                                                      |
|                     | Нагрудный знак УФСБ России по Чеченской Республике «За заслуги»                                      | *                    | Нагрудным знаком управления Федеральной службы безопасности России по Чеченской Республике «За заслуги» награждаются приказом начальника УФСБ России по Чеченской Республике, сотрудники органов государственной безопасности за заслуги в борьбе с терроризмом и экстремизмом, за образцовое исполнение своих служебных обязанностей. | Приказ начальника УФСБ России по Чеченской Республике |
|                     | Нагрудный знак «Прокуратура Чеченской Республики. За отличие»                                        | 2010 год             | Нагрудным знаком «Прокуратура Чеченской Республики. За отличие» награждаются прокуроры, следователи, работники учреждений прокуратуры и федеральные государственные гражданские служащие, а также пенсионеры органов и учреждений прокуратуры, за примерное исполнение своих служебных обязанностей, продолжительную и безупречную службу. | Внутренний Приказ по Прокуратуре Чеченской Республики |
|                     | Знак «За заслуги в восстановлении промышленности Республики»                                         | *                    | Знак «За заслуги в восстановлении промышленности Республики» является ведомственной наградой Министерства промышленности Чеченской Республики. Знаком награждаются лица внесшие значительный вклад в восстановление промышленности Республики: за многолетний труд, успешное выполнение производственных заданий, ввод в эксплуатацию объектов и производственных мощностей, за разработку и внедрение современных технологий. | Приказ Министра промышленности Чеченской Республики |
|                     | Медаль «Победитель турнира на Кубок Президента Чечни Рамзана Кадырова»                               | октябрь 2009 года    | Медалью олимпийского комитета ЧР «Победитель турнира на Кубок Президента Чечни Рамзана Кадырова» награждаются участники международного турнира по вольной борьбе на Кубок Президента Чечни Рамзана Кадырова победившие в разных номинациях. Медаль выпускается в трёх видах: золотая, серебряная и бронзовая, за I, II и III места. Турнир на Кубок Президента Чечни проводится ежегодно в первой половине октября начиная с 2009 года и приурочен к дню рождения Президента Республики — Рамзана Ахматовича Кадырова. | О награждении медалями от Рамзана Кадырова |

## Награды города Грозного
| Изображение награды                 | Наименование награды                        | Дата учреждения                                  | Правила награждения | Источник |
| ----------------------------------- | ------------------------------------------- | ------------------------------------------------ | --- | --- |
| Нагрудный знак Почётного гражданина | Звание «Почётный гражданин города Грозного» | 1967 год, --- 11 февраля 2010 года, --- 2018 год | Звание «Почётный гражданин города Грозного» является высшим знаком признательности жителей города к лицам, внесшим выдающийся вклад в развитие и процветание столицы Чечни, её народного хозяйства, социально-культурной и духовной сферы, чья государственная, трудовая, политическая, общественная, научная, творческая деятельность получила признание грозненцев. Звание присваивается не чаще одного раза в два года и не более чем одному жителю города. | Решение Грозненской городской Думы от 2018 года "Об утверждении Положения «О Почётном гражданине города Грозного»" |
|                                     | Медаль «Участнику парада Победы»            | май 2018 года                                    | Медалью награждались жители Чеченской Республики, военнослужащие, а также в некоторых случаях другие граждане, за активное участие в подготовке, и отличие, проявленное при проведении военного парада в День Победы 9 мая 2018 года в городе Грозном. Награждение медалью производилось решением главы муниципального образования городской округ «город Грозный» и председателя грозненской городской Думы. Вручение осуществлялось лично главой и уполномоченными лицами в торжественной обстановке. Награждённым вместе с медалью вручалось удостоверение, в котором была указана фамилия, имя и отчество награждённого, нанесено изображение медали и дата приказа. | Положение о медали города Грозного «Участнику парада Победы 9 мая 2018 года» ———                                   |